# Rio Crespo
Rio Crespo est une municipalité brésilienne située dans l'État du Rondônia.